# معاهدة حظر الأسلحة البيولوجية
معاهدة منع تطوير، وإنتاج وتخزين الأسلحة البكتيرية (البيولوجية) والأسلحة السمية وتدميرها كانت أول اتفاقية متعددة الأطراف لمنع إنتاج صنف كامل من الأسلحة.

المعاهدة كانت ثمرة جهود مطولة للمجتمع الدولي لصنع أداة جديدة تكون مكملة لبرتوكول جنيف للعام 1925. برتوكول جنيف منع استخدام الأسلحة الكيميائية والبيولوجية، لكنه لم يمنع تطويرها وحيازتها.
قدمت بريطانيا مسودة للمعاهدة، وأتيحت للتوقيع في 10 أبريل، 1972 وأصبحت نافذة في 26 مارس، 1975 عندما صدقت على المعاهدة 22 حكومة. المعاهدة حاليًا تلزم 165 دولة موقعة بمنع تطوير، وإنتاج، وتخزين الأسلحة البيولوجية والسامة. مع ذلك، فإن غياب نظام رسمي للتحقق من الالتزام بالمعاهدة قد حد من فاعليتها. (ملاحظة: بدءًا من أكتوبر 2011، وقع على المعاهدة 12 دولة، لكنها لم تصدق عليها).

## ملخص
- المادة الأولى: تحت أي ظرف، لا يمكن امتلاك الأسلحة البيولوجية.
- المادة الثانية: يجب تدمير الأسلحة البيولوجية والمصادر المرتبطة بها، أو تحويل استخدامها للاستخدام السلمي.
- المادة الثالثة: لا تنقل، أو تساعد بأي طريقة، أو تشجع أو تحث أي طرف آخر على امتلاك الأسلحة البيولوجية.
- المادة الرابعة: اتخاذ أي إجراءات على النطاق الوطني لإنفاذ المعاهدة محليًا.
- المادة الخامسة: استشارة ثنائية أو جماعية لحل أي مشكلة تتعلق بإنفاذ المعاهدة.
- المادة السادسة: الطلب من مجلس الأمن التابع للأمم المتحدة التحقيق في أي خرق للمعاهدة، والانصياع لقراراته العاقبة.
- المادة السابعة: فعل كل ما سبق بطريقة تشجع الاستخدام السلمي لعلم الأحياء الدقيقة والتقنية الحيوية.

## وصلات خارجية
- اتفاقية حظر استحداث وإنتاج وتخزين الأسلحة البكتريولوجية (البيولوجية) والتكسينية وتدمير تلك الأسلحة. الصليب الأحمر